# Il tempo delle mele 2
Il tempo delle mele 2 (La boum 2) è un film del 1982 diretto da Claude Pinoteau.
Si tratta del seguito di Il tempo delle mele del 1980.

## Trama
Due anni dopo le vicende del primo film, Vic, quasi sedicenne, si trova con un nuovo innamorato, Philippe, e i genitori nuovamente in crisi.
Torna in scena Poupette, l'arzilla bisnonna di Vic, nel ruolo di confidente e conciliatrice, la quale a sua volta decide di convolare a nozze con un coetaneo appena rimasto vedovo, salvo però declinare all'ultimo momento.
Vic e Philippe hanno numerose discussioni e una temporanea separazione che li porta a uscire con terzi (tra cui Mathieu, il primo amore di lei) per poi tornare di nuovo insieme.

## Produzione

### Riprese
Alcune delle location utilizzate per girare le scene del film sono:
- Liceo Enrico IV, Parigi
- Liceo Montaigne, Parigi
- Piazza del Panthéon, Parigi
- Angelina, Rue de Rivoli, Parigi
- Salisburgo, Austria  (scena di inizio del film)

## Colonna sonora
La colonna sonora del film, che nella precedente pellicola era rappresentata dalla nota canzone Reality di Richard Sanderson, in questo caso è stata curata dai Cook da Books; la canzone rappresentativa di questo capitolo è Your Eyes.

## Riconoscimenti
- 1983 - Premio César
  - Migliore promessa femminile (Sophie Marceau)